# Badstubenvorstadt 7
Koordinaten: 51° 3′ 8,9″ N, 12° 7′ 44,3″ O

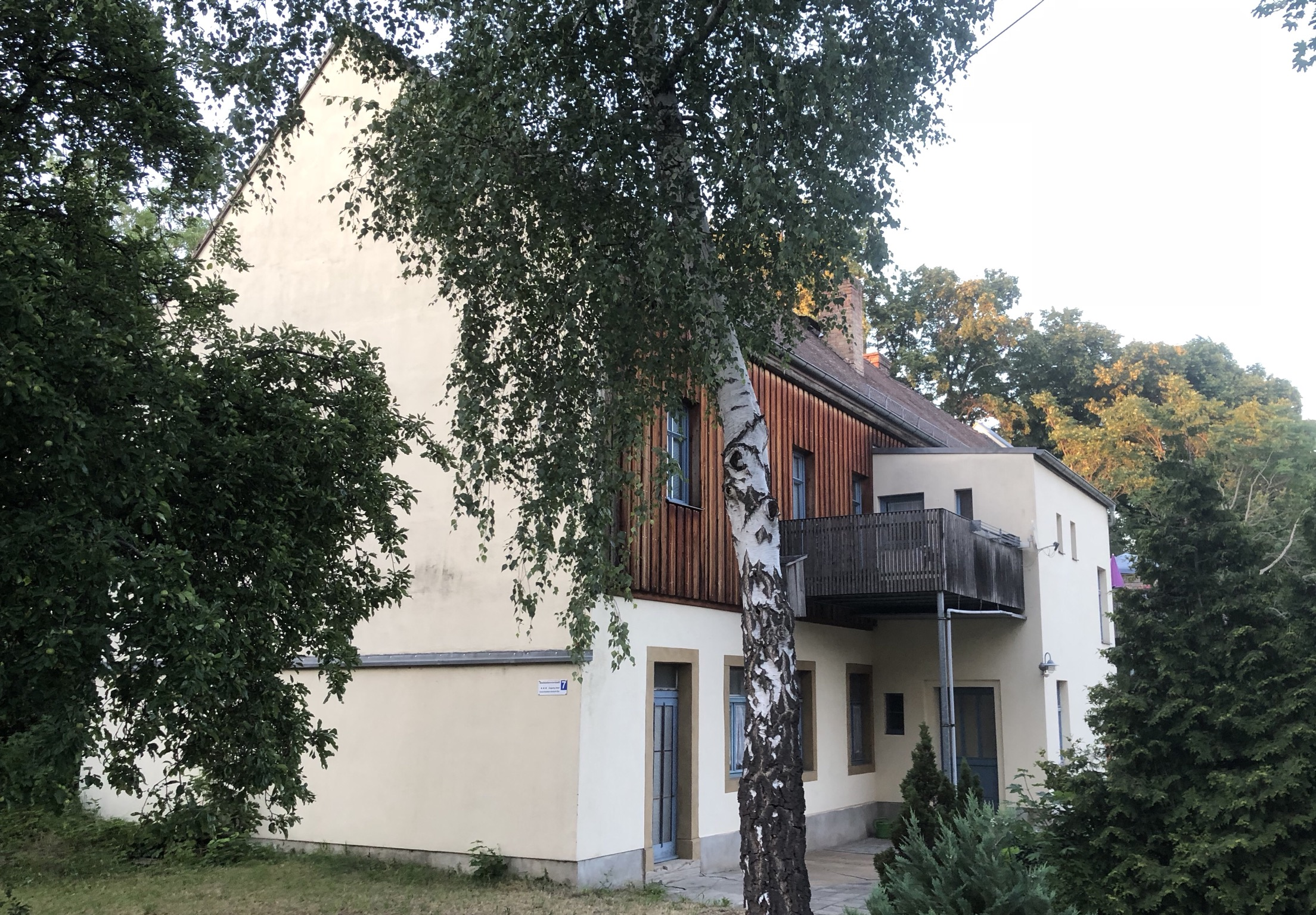
Haus Badstubenvorstadt 7, Südseite, 2019

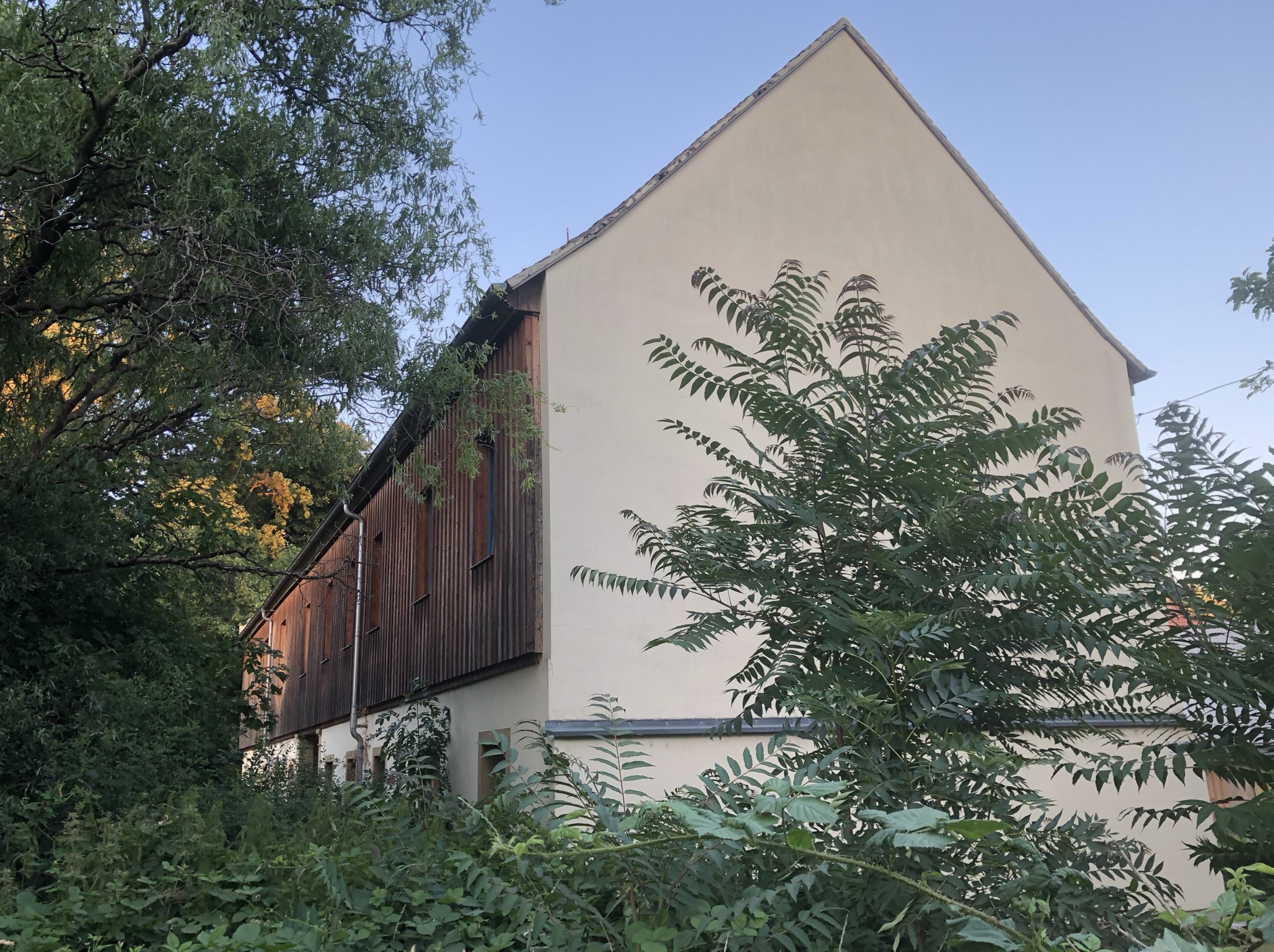
Blick auf die Nordseite

Das Haus Badstubenvorstadt 7 ist ein denkmalgeschütztes Wohnhaus in der Stadt Zeitz in Sachsen-Anhalt.

## Lage
Es befindet sich im nördlichen Teil des Zeitzer Stadtzentrums auf der Ostseite der Straße Badstubenvorstadt neben der Kreuzung Albrechtstraße/Geschwister-Scholl-Straße, direkt gegenüber dem Albrecht'schen Palais und dem sich dort befindlichen Sühnekreuz sowie westlich von der Ruine der Nikolaikirche.

## Architektur und Geschichte
Der zweigeschossige Bau stammt aus dem 18. Jahrhundert. Der Keller verfügt über ein aus Ziegeln gemauertes Kreuzgratgewölbe, die Mauern des Erdgeschosses bestehen aus Bruchsteinen. Das obere wohl im 19. Jahrhundert als Saalbau errichtete Geschoss ist in Fachwerkbauweise errichtet, wobei die Gefache mit Ziegeln ausgemauert sind. Eine ursprüngliche mittige Durchfahrt ist mit Pilastern gegliedert, die Torflügel sind im Empirestil gestaltet.
Das Haus war eines der rückseitigen Gebäude der ersten herzoglichen Post von Zeitz, die zwischen 1702 und 1791 bestand und später als Gasthof „Zur Weintraube“, dann Hotel Kronprinz und später als Hotel Linke betrieben wurde. Im Bereich Badstubenvorstadt 8 stand darüber hinaus noch ein im Volksmund Klepperstall genannter Pferdestall. Diese Bauten sind jedoch nicht erhalten, im Jahr 1971 erfolgte eine Umnutzung des Gebäudes zum Wohnhaus.
Im örtlichen Denkmalverzeichnis und dem Denkmalinformationssystem Sachsen-Anhalt ist das Wohnhaus unter der Erfassungsnummer 094 85260 als Baudenkmal verzeichnet.